# 대전 서구의 행정 구역
대전 서구의 행정 구역은 24개 행정동(27법정동)으로 구분되어 있다. 대전 서구의 면적은 95.48이며, 인구는 2018년 12월 31일을 기준으로 199,689 세대, 488,118명이다.

## 행정 구역
| \| 행정동 \| 한자 \| 면적 \| 세대 \| 인구 \| \| -------- \| -------- \| ----- \| ------- \| ------- \| \| 복수동 \| 福守洞 \| 1.78 \| 7,549 \| 20,814 \| \| 도마1동 \| 挑馬1洞 \| 1.63 \| 7,548 \| 16,086 \| \| 도마2동 \| 挑馬2洞 \| 1.77 \| 8,438 \| 19,796 \| \| 정림동 \| 正林洞 \| 6.04 \| 6,717 \| 17,570 \| \| 변동 \| 邊洞 \| 1.48 \| 7,503 \| 16,904 \| \| 괴정동 \| 槐亭洞 \| 1.26 \| 10,252 \| 20,003 \| \| 가장동 \| 佳狀洞 \| 0.57 \| 5,113 \| 12,850 \| \| 내동 \| 內洞 \| 0.99 \| 9,115 \| 24,900 \| \| 가수원동 \| 佳水院洞 \| - \| - \| - \| \| 도안동 \| 道安洞 \| - \| - \| - \| \| 관저1동 \| 關雎1洞 \| 1.04 \| 6,193 \| 16,340 \| \| 관저2동 \| 關雎2洞 \| 4.59 \| 17,444 \| 48,567 \| \| 기성동 \| 杞城洞 \| 49.16 \| 1,705 \| 4,027 \| \| 서구갑 \| 甲 \| 80.44 \| 102,549 \| 259,227 \| \| 용문동 \| 龍汶洞 \| 0.98 \| 7,715 \| 14,882 \| \| 탄방동 \| 炭坊洞 \| 1.65 \| 13,075 \| 26,667 \| \| 둔산1동 \| 屯山1洞 \| 1.07 \| 5,658 \| 17,263 \| \| 둔산2동 \| 屯山2洞 \| 2.40 \| 13,864 \| 37,779 \| \| 둔산3동 \| 屯山3洞 \| 0.75 \| 7,596 \| 20,704 \| \| 갈마1동 \| 葛馬1洞 \| 1.50 \| 10,414 \| 22,196 \| \| 갈마2동 \| 葛馬2洞 \| 0.73 \| 12,182 \| 25,584 \| \| 월평1동 \| 月坪1洞 \| 2.80 \| 6,269 \| 11,171 \| \| 월평2동 \| 月坪2洞 \| 0.55 \| 7,058 \| 15,861 \| \| 월평3동 \| 月坪3洞 \| 0.90 \| 7,624 \| 22,941 \| \| 만년동 \| 萬年洞 \| 1.71 \| 5,685 \| 13,843 \| \| 서구을 \| 乙 \| 15.04 \| 97,140 \| 228,891 \| \| 서구 \| 西區 \| 95.48 \| 199,689 \| 488,118 \| |          |       |         |         |
| 행정동 | 한자     | 면적  | 세대    | 인구    |
| 복수동 | 福守洞   | 1.78  | 7,549   | 20,814  |
| 도마1동 | 挑馬1洞  | 1.63  | 7,548   | 16,086  |
| 도마2동 | 挑馬2洞  | 1.77  | 8,438   | 19,796  |
| 정림동 | 正林洞   | 6.04  | 6,717   | 17,570  |
| 변동 | 邊洞     | 1.48  | 7,503   | 16,904  |
| 괴정동 | 槐亭洞   | 1.26  | 10,252  | 20,003  |
| 가장동 | 佳狀洞   | 0.57  | 5,113   | 12,850  |
| 내동 | 內洞     | 0.99  | 9,115   | 24,900  |
| 가수원동 | 佳水院洞 | -     | -       | -       |
| 도안동 | 道安洞   | -     | -       | -       |
| 관저1동 | 關雎1洞  | 1.04  | 6,193   | 16,340  |
| 관저2동 | 關雎2洞  | 4.59  | 17,444  | 48,567  |
| 기성동 | 杞城洞   | 49.16 | 1,705   | 4,027   |
| 서구갑 | 甲       | 80.44 | 102,549 | 259,227 |
| 용문동 | 龍汶洞   | 0.98  | 7,715   | 14,882  |
| 탄방동 | 炭坊洞   | 1.65  | 13,075  | 26,667  |
| 둔산1동 | 屯山1洞  | 1.07  | 5,658   | 17,263  |
| 둔산2동 | 屯山2洞  | 2.40  | 13,864  | 37,779  |
| 둔산3동 | 屯山3洞  | 0.75  | 7,596   | 20,704  |
| 갈마1동 | 葛馬1洞  | 1.50  | 10,414  | 22,196  |
| 갈마2동 | 葛馬2洞  | 0.73  | 12,182  | 25,584  |
| 월평1동 | 月坪1洞  | 2.80  | 6,269   | 11,171  |
| 월평2동 | 月坪2洞  | 0.55  | 7,058   | 15,861  |
| 월평3동 | 月坪3洞  | 0.90  | 7,624   | 22,941  |
| 만년동 | 萬年洞   | 1.71  | 5,685   | 13,843  |
| 서구을 | 乙       | 15.04 | 97,140  | 228,891 |
| 서구 | 西區     | 95.48 | 199,689 | 488,118 |

## 법정동
| 행정동명 | 법정동명 |
| -------- | --- |
| 복수동   | 복수동(福守洞) |
| 도마1동  | 도마동(桃馬洞) |
| 도마2동  | 도마동(桃馬洞) |
| 정림동   | 정림동(正林洞), 괴곡동(槐谷洞) (일부) |
| 변동     | 변동(邊洞) |
| 용문동   | 용문동(龍汶洞) |
| 탄방동   | 탄방동(炭坊洞) |
| 둔산1동  | 둔산동(屯山洞) |
| 둔산2동  | 둔산동(屯山洞) |
| 둔산3동  | 둔산동(屯山洞) |
| 괴정동   | 괴정동(槐亭洞) |
| 가장동   | 가장동(佳狀洞) |
| 내동     | 내동(內洞) |
| 갈마1동  | 갈마동(葛馬洞) |
| 갈마2동  | 갈마동(葛馬洞) |
| 월평1동  | 월평동(月坪洞) |
| 월평2동  | 월평동(月坪洞) |
| 월평3동  | 월평동(月坪洞) |
| 만년동   | 만년동(萬年洞) |
| 가수원동 | 가수원동(佳水院洞), 괴곡동(槐谷洞) (일부) |
| 도안동   | 도안동(道安洞) |
| 관저1동  | 관저동(關雎洞) |
| 관저2동  | 관저동(關雎洞) |
| 기성동   | 흑석동(黑石洞), 매노동(梅老洞), 산직동(山直洞), 장안동(壯安洞), 평촌동(坪村洞), 오동(五洞), 우명동(牛鳴洞), 원정동(元亭洞), 용촌동(龍村洞), 봉곡동(鳳谷洞) |

## 연혁
- 1988년 1월 1일 중구 중 복수동·안영동·도마동·정림동·변동·용문동·탄방동·삼천동·괴정동·가장동·내동·갈마동·둔산동·월평동·원내동·교촌동·대정동·용계동·학하동·계산동·가수원동·도안동·관저동·봉명동·구암동·덕명동·원신홍동·상대동·복룡동·장대동·갑동·노은동·지족동·죽동·궁동·어은동·구성동·문지동·전민동·원촌동·신성동·가정동·도룡동·장동·방현동·화암동·덕진동·하기동을 관할로 대전시 서구가 설치되었다.[2]
- 1989년 1월 1일 대전시가 대전직할시로 승격하면서, 유성구가 설치되어 서구의 북서부 지역(원내동·교촌동·대정동·용계동·학하동·계산동·봉명동·구암동·덕명동·원신흥동·상대동·복룡동·장대동·갑동·노은동·지족동·죽동·궁동·어은동·구성동·문지동·전민동·원촌동·신성동·가정동·도룡동·장동·방현동·화암동·덕진동·하기동)이 유성구로 분리되었고, 대덕군 기성면은 서구에 편입되었다.[3]
- 1991년 12월 1일 용문동을 삼천동으로 분동하였다.
- 1992년 9월 1일 도마2동을 정림동으로 분동하였다.
- 1993년 11월 1일 용문동을 탄방동으로, 삼천동을 둔산동으로, 갈마동을 월평동으로 각각 분동하였다.
- 1994년 7월 1일 월평동을 월평1동, 월평2동으로 분동하였다.
- 1995년 1월 1일 대전광역시 서구로 개칭하였다.
- 1996년 1월 1일 둔산동을 둔산1동, 둔산2동으로 분동하였다.
- 1996년 8월 20일 가장동을 내동으로 분동하였다.
- 1998년 1월 1일 월평1동을 월평3동으로, 월평2동을 만년동으로, 갈마동을 갈마1동, 갈마2동으로 각각 분동하였다.
- 2003년 2월 1일 가수원동을 관저동으로 분동하였다.
- 2005년 2월 4일 관저동을 관저1동, 관저2동으로 분동하였다.
- 2009년 5월 1일 법정동 삼천동을 둔산동으로 편입하고, 행정동 삼천동을 둔산3동으로 개칭하였다.[4]
- 2022년 6월 20일 가수원동을 도안동으로 분동하였다.